# Éric Tabarly

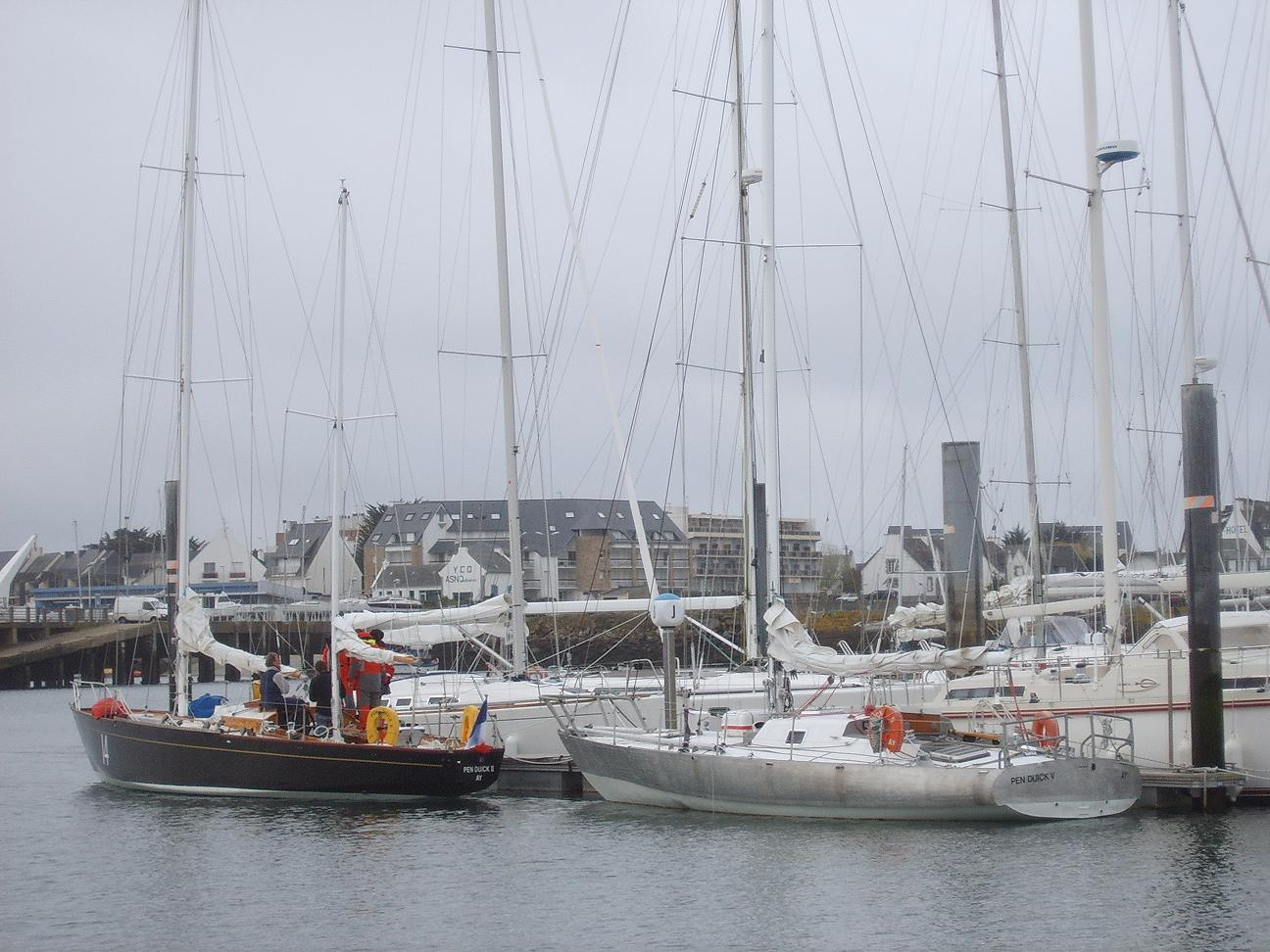
Due versioni del Pen Duick (II et V), a Port Haliguen, Quiberon, nel maggio 2006

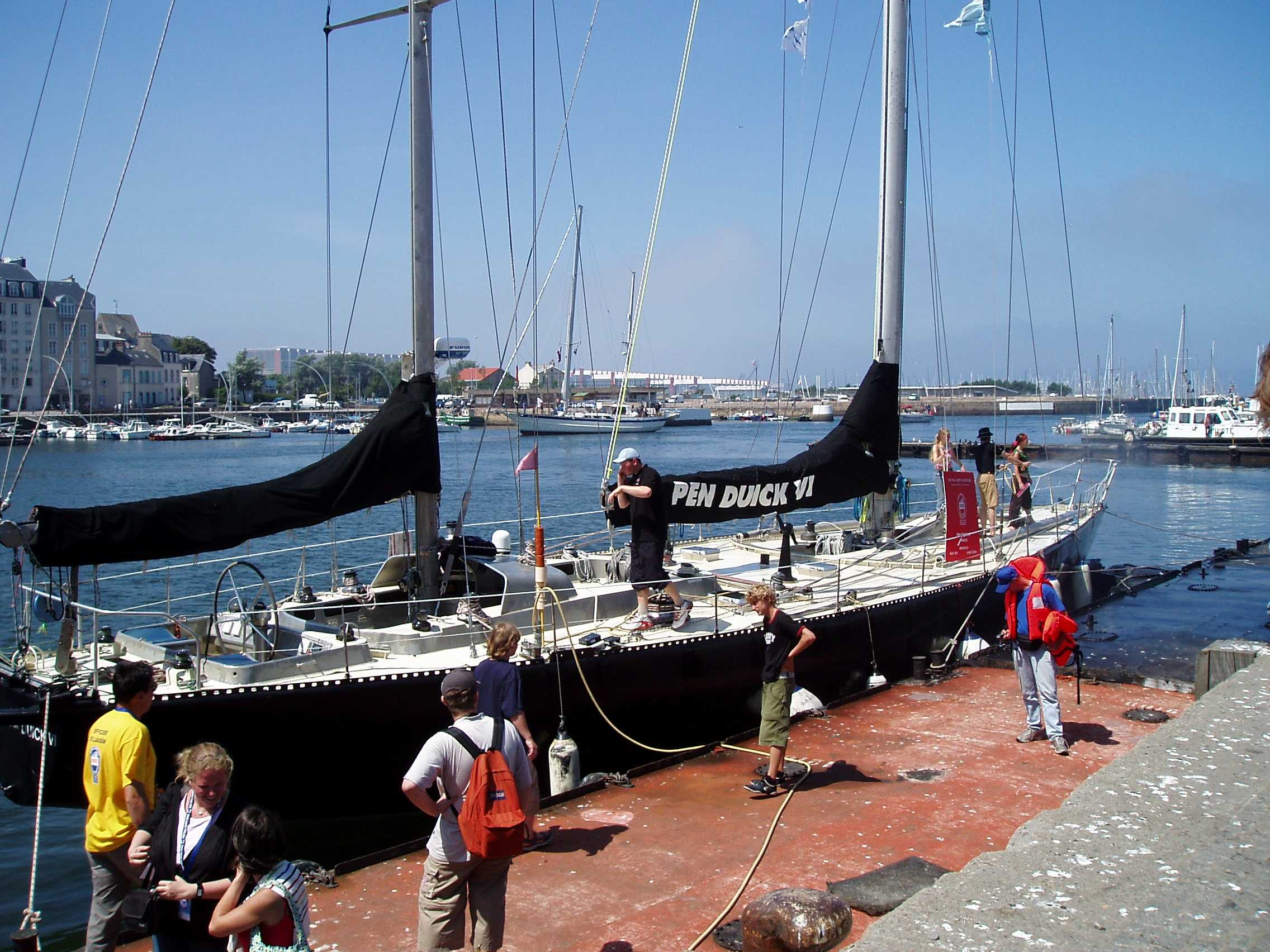
Pen Duick VI a Cherbourg.

Éric Tabarly (Nantes, 24 luglio 1931 – Mare d'Irlanda, 13 giugno 1998) è stato un navigatore, velista e militare francese.

## Biografia
Éric Tabarly scoprì la vela all'età di tre anni, quando salì a bordo dell'Annie, la barca di famiglia. Nel 1938, quando Éric aveva sette anni, suo padre Guy acquistò una vecchia imbarcazione costruita nel 1898 da William Fife, lo Yum, che ribattezzò Pen Duick, un nome che in bretone significa cincia mora. Tabarly fece del mare la sua ragione di vita. Tutte le sue barche si chiamarono con lo stesso nome e nella sua vita ci furono altri cinque Pen Duick, contraddistinti soltanto da un numero romano progressivo, ma tutti amati in egual misura.
Nel 1964 Tabarly vince la regata transatlantica in solitario a bordo della sua barca, il Pen Duick II. Riceve le felicitazioni dal generale De Gaulle perché grazie a lui tanti francesi in più scoprono la vela. Fu il vincitore anche di una edizione successiva, che gli valse la Legion d'onore, e della transpacifica in solitario. Tabarly partecipó alla Whitbread Round the World Race nell'edizione 1993-1994 al timone del Maxi Ketch La Poste.
È scomparso in mare la sera del 12 giugno 1998, al largo del mare d'Irlanda, poco prima delle 23, con la temperatura dell'acqua ad 11° circa ed una prospettiva di sopravvivenza limitata a 3-4 ore. Era diretto insieme ad altri quattro amici marinai ai festeggiamenti per i 100 anni dei cantieri scozzesi William Fife. Il corpo verrà ritrovato da alcuni marinai verso mezzogiorno del 17 luglio, a 43 miglia (80 Km.) a sud dal punto di caduta a mare .
Alla sua memoria è dedicata la Cité de la Voile che sorge sul litorale della città francese di Lorient, nell'antica base sommergibili di Lorient, un centro polifunzionale avveniristico dedicato alla nautica e all'avventura del mare.

## Nella cultura di massa
Éric Tabarly appare in alcuni filmati e documentari.

### Filmografia
- Éric Tabarly et les autres, regia di Yves Hussenot (1977)
- 2ème nuit des Césars, documentari tv La Nuit des Césars (1977)
- Tabarly, regia di Pierre Marcel (2008)

### Libri di Éric Tabarly
- (FR) Éric Tabarly, Victoire en solitaire. Atlantique 1964, Parigi, Arthaud, 1964, ISBN 978-2-7003-9595-2.
- (FR) Éric Tabarly, De Pen Duick en Pen Duick, de la transatlantique à la transpacifique, Parigi, Arthaud, 1970, ISBN 978-2-7003-1146-4.
- (FR) Éric Tabarly, Mes bateaux et moi, Parigi, Hachette, 1974, ISBN 2-01-001246-1.
- (FR) Éric Tabarly, Le Tour du monde de "Pen Duick VI", Parigi, Éditions du "Pen Duick", 1974, ISBN 2-85513-001-8.
- (FR) Éric Tabarly, Du tour du monde à la Transat, Rueil-Malmaison, Éditions du "Pen Duick", 1976, ISBN 2-85513-007-7.
- (FR) Éric Tabarly, Tabarly : une vie d'homme libre, Parigi, Calmann-Lévy, 1977, ISBN 2-7021-0169-0.
- (FR) Éric Tabarly, Guide pratique de manœuvre, Rueil-Malmaison, Éditions du "Pen Duick", 1978, ISBN 2-85513-014-X.
- (FR) Éric Tabarly, Histoire d'un record, Rueil-Malmaison, Éditions du "Pen Duick", 1981, ISBN 2-85513-045-X.
- (FR) Éric Tabarly, Embarque avec Éric Tabarly, Rueil-Malmaison, Éditions du "Pen Duick", 1982, ISBN 2-85513-070-0.
- (FR) Éric Tabarly, Pen Duick, Versailles, Éditions du "Pen Duick", 1989, ISBN 2-7373-0522-5.
- (FR) Éric Tabarly, Mémoires du large, Parigi, de Fallois, 1997, ISBN 2-87706-299-6.

### Libri su Éric Tabarly
- (FR) Gilles Durieux e Céline Hecquet, Tabarly : un marin devant l'éternité, Monaco, Rocher, 1998, ISBN 978-2-268-03128-6.
- (FR) Benoît Heimermann, Tabarly : ses bateaux de légende, Clichy, Larivière, 1998, ISBN 978-2-907051-99-6.
- (FR) Marie-Madeleine Thiercelin e Gérard Jaeger, Tabarly, NEVA, 1999, OCLC 491269802.
- (FR) Daniel Charles, Tabarly, Parigi, Arthaud, 2000, OCLC 47651258.
- (FR) Benoît Heimermann, Tabarly, Parigi, Grasset, 2002, ISBN 978-2-246-59901-2.
- (FR) Yann Queffélec, Tabarly, Parigi, L'Archipel, 2008, ISBN 978-2-8098-0034-0.
- (FR) Marie Tabarly e Patrick Mahé, Éric Tabarly, mon père, Neuilly sur Seine, Lafond, 2008, ISBN 978-2-7499-0864-9.
- (FR) Jacqueline Tabarly e Daniel Gilles, À Éric, Parigi, Éditions du Chêne, 2008, ISBN 978-2-84277-849-1.
- (FR) Didier Courtois e Damien Boucher, Avec Tabarly, prefazione dell'ammiraglio Alain Oudot de Dainville, Parigi, Éditions du Toucan,, 2009, ISBN 978-2-84378-375-3.

### Libri in italiano
- Éric Tabarly, Guida pratica di manovra ad uso dei croceristi a vela, Milano, Mursia, 1985, OCLC 799973741.
- Daniel Gilles, Eric Tabarly : l'uomo, le sue barche, le sue vittorie, Milano, Mursia, 1992, ISBN 978-88-425-1231-8.
- Éric Tabarly, Memorie del largo, Milano, Mursia, 1998, ISBN 978-88-425-2397-0.
- Éric Tabarly, Vittoria in solitario, Milano, Mursia, 2004, ISBN 978-88-425-2915-6.